# Scytalopus pachecoi
El churrín de Pacheco (Scytalopus pachecoi), también denominado tapaculo del Planalto o churrín del planalto,[cita requerida] es una especie de ave paseriforme perteneciente al numeroso género Scytalopus, de la familia Rhinocryptidae. Habita en selvas serranas del centro-este de América del Sur. 

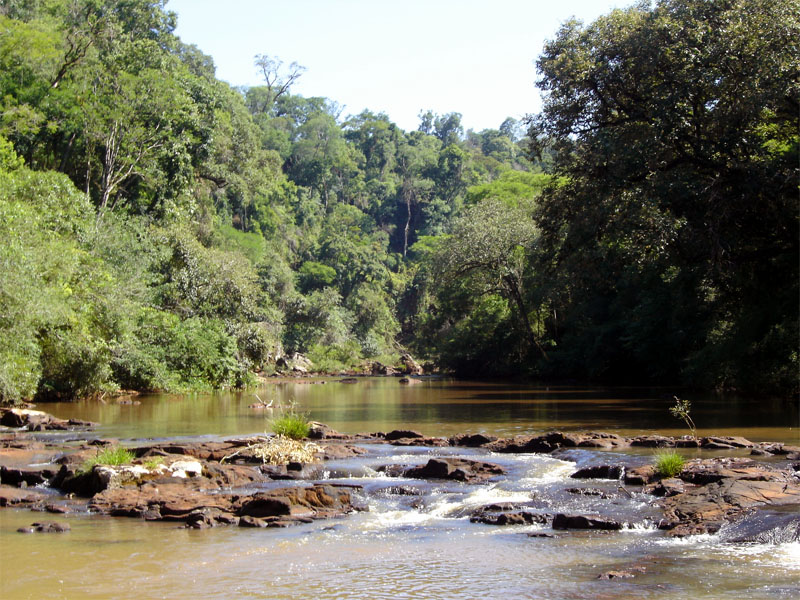
Las selvas serranas de la provincia fitogeográfica paranaense constituyen el hábitat de esta especie.

## Distribución y hábitat
Es endémica del sureste de Brasil, en el sureste del estado de Santa Catarina y noroeste, sureste y noreste del estado de Río Grande del Sur, además de la región fronteriza del extremo noreste de la Argentina, en la provincia de Misiones.
Habita en sotobosques próximos a arroyos y matas de bambúes en selvas serranas subtropicales. Se ha encontrado en altas densidades en selvas secundarias o capueras, siendo allí más común que en selvas no perturbadas, por lo que su riesgo de conservación es bajo.

## Descripción
Su longitud total es de 12 cm, y el peso del adulto ronda los 15 gramos. El plumaje dorsal es principalmente de color gris oscuro, mientras que en el de las áreas ventrales domina el gris ocráceo. Los flancos son ahumados con barras oscuras. Los machos adultos de Scytalopus speluncae, en cambio, son de color gris oscuro uniforme, y no poseen los flancos barrados.
El canto es una larga serie de notas, pronunciadas a un ritmo de 2 o 3 por segundo (5 en el caso de S. speluncae). Tiene un distintivo, y monosilábico reclamo de contacto y una nota baja como señal de alarma.

## Taxonomía
Esta especie fue descrita en el año 2005 por el ornitólogo brasileño Giovanni Nachtigall Maurício bajo el mismo nombre científico, localidad tipo «Cerro das Almas, c. 180 m, (31°46′S, 52°35′W) Capão do Leão, Río Grande do Sul, Brasil».
Anteriormente las poblaciones de este taxón eran incluidas en el churrín plomizo (Scytalopus speluncae), pero en el año 2005 fue descrita como nueva especie, basándose en variaciones del plumaje y vocalizaciones.
La redefinición de los miembros de este género en las tierras altas del este de Brasil tiene como base amplios trabajos recientes y análisis de la estructura genética de las poblaciones. La presente especie ha sido encontrada en simpatría con S. speluncae. La taxonomía de todo el grupo de churrines del oriente brasileño es confusa por un aparente cline adaptacional que varía desde fenotipos gris oscuro con pocas (o ninguna) plumas barradas (al menos en machos adultos) en las montañas costeras, a pájaros color gris claro con flancos marcadamente barrados en regiones interiores; son necesarias más investigaciones. Es monotípica.